# Guido Maria Rey
Guido Maria Rey (Bologna, 8 dicembre 1936) è un economista italiano.
Dal 1980 al 1993 è stato presidente dell'ISTAT.

## Biografia
Si è laureato con lode in Economia e Commercio nel 1959 presso l'Università degli Studi di Genova. Dal 1960 al 1967 lavora al Servizio Studi della Banca d'Italia; trascorre in Olanda il primo biennio di questo periodo per specializzarsi in Econometria presso l'Università di Rotterdam dove studia con la supervisione di Jan Tinbergen (primo Premio Nobel in Economia, insieme a Ragnar Frish) e successivamente al Centraal Plan Bureau con la guida di Henry Theil. Questa esperienza è stata fondamentale per la sua vita professionale e gli ha consentito di introdurre l'econometria in Italia, partecipando alla costruzione del modello M1BI, il primo modello econometrico dell'economia italiana, costruito presso la Banca d'Italia. Dal 1968 è libero docente di Politica economica e finanziaria, vince il concorso a cattedra di Economia Politica nel 1975 e rimane consulente della Banca d'Italia fino al 1980. Ha svolto la propria attività di docente in prestigiosi atenei come l'Università di Urbino-Ancona (1976-1978), l'Università di Firenze (1979-1980), l'Università La Sapienza (1980-1991), l'Università Roma Tre (1992-2004) e la Scuola Superiore Sant'Anna di Pisa (2005-2010). Nel 1980 viene nominato presidente dell'Istituto Centrale di Statistica, carica che manterrà fino al 1992, dopo che, nel 1989, lo stesso si è trasformato, con il suo contributo, in ISTAT. Dal 1993 al 2001 è presidente dell'Autorità per l'Informatica nella Pubblica Amministrazione. Nel 1984 era succeduto a Federico Caffè nella direzione dell'Istituto di Politica Economica della Sapienza (1984-1987). Nel 1995 gli viene conferita la laurea honoris causa in Scienze Statistiche ed Economiche dall'Università di Padova. Nel 2007 gli viene assegnato il "Premio d'onore Cosentino per l'Economia" e nel 2010 il "Prenio Donato Menichella". La sua profonda conoscenza dell'economia italiana e l'interesse per molteplici filoni di ricerca innovativi lo hanno come curatore di raccolte significative di saggi. Oltre a quelle dedicate a Federico Caffè (curate con Nicola Acocella e Mario Tiberi), altre sono state dedicate alla memoria di amici-colleghi prestigiosi scomparsi prematuramente: da Ezio Tarantelli a Fausto Vicarelli

## Pubblicazioni
- 1962 - "Il posto della programmazione a lungo termine nell'ambito dei compiti del Centraal Plan Bureau olandese", in Studi in onore di Oddone Fantini, vol.I, A. Giuffrè, Milano;
- 1963 - "Il controllo della liquidità nei Paesi Bassi", Rivista Internazionale di Scienze Economiche e Commerciali, n.5.
- 1963 - "Input-Output Forecast for the Netherlands, 1949-1958" - con C.B. Tilanus - Econometrica- vol.31;
- 1963 - "La funzione aggregata del consumo in Italia", Rivista di Politica Economica, n.11;
- 1964 - "Input-Output Volume and Value Predictions for the Netherlands: 1948-1958", International Economic Review, vol.5;
- 1965 - "Una misura della capacità produttiva utilizzata nel settore industriale", L'Industria, n. 3;
- 1966 - "A Markov Chain Production of Value Added and Expenditures Shares, Italy 1861-1956", Statistica Neerlandica, vol.20;
- 1966 - "A Quadratic Programming Approach to the Estimation of Transition Probabilities", Management Science, vol.12;
- 1967 - "Regole ottimali di decisione per politica economica", Istituto di Politica Economica della Sapienza - Giuffrè, Milan;
- 1967 - "Relazioni tra il commercio estero dell'Italia e la domanda interna ed internazionale", Quaderni di ricerche, n.1, Ente per gli Studi Monetari, Bancari e Finanziari "Luigi Einaudi", Banca d'Italia, Roma;
- 1971 - con M. Sarcinelli, "Contributo ad un modello econometrico del settore fiscale", Contributi alla ricerca economica, Banca d'Italia, Roma;
- 1971- con S. Canestrari, "A che punto siamo con l'integrazione economica", Economia Pubblica, n.6;
- 1972 - "Schemi di decisione per la politica economica", in Aa.Vv., Lezioni sulla politica economica in Italia, Edizioni Comunità, Milano;
- 1973 - con P. Ciocca e R. Filosa - "Integrazione e sviluppo dell'economia italiana nell'ultimo ventennio: un riesame critico", Contributi alla ricerca economica, Banca d'Italia, Roma;
- 1974 - "L'utilizzo dei modelli econometrici per la politica economica" in G. Parenti (ed.), Soluzione e impiego dei modelli econometrici, Il Mulino, Bologna;
- 1975 - con P. Gnes - "Un modello di programmazione a breve termine dell'economia italiana",  Contributi alla ricerca economica, Banca d'Italia, Roma;
- 1975 - con R. Filosa e B. Sitzia, "Note per uno schema quantitativo dell'economia italiana negli anni 1922-1938", Quaderni storici, vol.10, maggio-dicembre (2/3);
- 1976 - con Alessandroni A., De Julio S., Gallo R., Leporelli C., "Modelli economici dinamici di settori industriali: applicazione al settore delle fibre chimiche", in Lombardini S., Ruberti A. (a cura di), Teoria dei sistemi ed economia, Il Mulino, Bologna;
- 1976 - con F. Frasca e G. Lanciotti, "La distribuzione del reddito in Italia per classi di ammontare (tentativo di stima)", Atti del 3ºConvegno di Contabilità Nazionale, Iscona, Roma,
- 1976 - con R. Filosa e B. Sitzia, "Uno schema di analisi quantitativa dell'economia italiana durante il fascismo", in Ciocca P., Tooniolo G. (a cura di), L'economia italiana durante il periodo fascista, Il Mulino, Bologna.
- 1977 - Traduzione italiana di H. Theil, Principles of Econometrics, Utet,Torino;
- 1978 - "Elementi per un'analisi dell'intervento pubblico nell'economia italiana", in Becchi Collidà A. (a cura di), L'economia italiana tra sviluppo e sussistenza, Il Mulino, Bologna;
- 1978 - con R. Convenevole, ""L'intervento dello Stato nelle economie europee, in Bonvicini G., Sassoon J. (a cura di), Governare l'economia europea: divergenze e processi integrativi, Fondazione G. Agnelli, Torino;
- 1979 - "Sistema finanziario e sistema industriale in Italia", in Cassone A. (a cura di), Politica industriale e piani di settore, Franco Angeli, Milano;
- 1979 - con M. Alessandroni e C. Leporelli, Modelli dinamici di settori industriali: il caso delle fibre acriliche, Istituto di Automatica, Roma;
- 1979 - "Una sintesi dell'economia italiana durante il fascismo", in Toniolo G. (ed.), Lo sviluppo economico italiano 1861-1940, Laterza, Bari;
- 1981 - "Le difficoltà statistiche nella costruzione e nell'uso dei modelli econometrici", Economia Italiana, n.2;
- 1981 - "Orientamenti di una politica per la statistica negli anni '80", in Atti del 2º Convegno sull'informazione statistica in Italia, Annali di Statistica, Serie IX, vol.I, Istat, Roma.
- 1982 - "Italy", in Boltho A. (Ed.), European Economy Growth and Crisis, Oxford University Press, Oxford;
- 1983 - "L'Italia dei censimenti", Economia Italiana, n.2;
- 1984 - "Analysis and planning proposals of the Central Institute of Statistics of Italy, Statistical Journal of the United Nations, vol.2;
- 1984 - "Lineamenti del tessuto industriale italiano nel sistema delle statistiche Istat", Quaderno n. 61, Associazione per lo Sviluppo di Banca e Borsa, Università Cattolica di Milano, Milano;
- 1984 - "Introduzione", in Rey G.M. (a cura di), Sistematica e tecniche della politica economica, Franco Angeli, Milano;
- 1985 - "Le statistiche ufficiali e l'attività della pubblica amministrazione", in Aa.Vv., La finanza pubblica in Italia: stato e prospettive, Franco Angeli, Milano;
- 1985 - "Influenza del sommerso sulla formazione del prodotto interno lordo", in Il sommerso, realtà e influenza dell'economia irregolare, Europia, Novara;
- 1985 - "Informatica e statistica nella Pubblica Amministrazione, in Statistica e Pubblica Amministrazione, II - I servizi pubblici", Giuffrè, Milano;
- 1986 - "Informazioni economiche: domanda e offerta a confronto", Studi e informazioni, Banca Toscana, n. 3;
- 1987 - "L'informazione statistica e i processi decisionali", in Atti del Convegno sull'informazione statistica e i processi decisionali, Annali di statistica, Serie IX, vol.7, Roma;
- 1987 - "L'economia italiana dal 1950 al 1985", in Enciclopedia del diritto e dell'economia, Garzanti, Milano;
- 1988 - "Prolusione", in Quando la teoria si basa sui numeri, European Meeting of the Econometric Society, Mondo Economico, n. 39;
- 1988 - con R. Filosa, "Prolusione", in Filosa R., Rey G.M. (a cura di), L'utopia dei deboli è la paura dei forti, Saggi, relazioni ed altri scritti di Ezio Tarantelli, Franco Angeli, Milano;
- 1988 - "Redditività e paradigma organizzativo della piccola impresa", Piccola impresa, n. 2 e in Goodman E. and Bamford J. with Saynor P. (Eds.), Small Firms and Industrial Districts in Italy, Routledge, London, 1989;
- 1989 - "Statistica ufficiale tra coinvolgimento e neutralità, in Atti del Convegno "Statistica e Società", SIS, Pisa.
- 1990 - "Le grandi trasformazioni dell'economia reale, Economia italiana, n.3;
- 1990 - con N. Acocella e M. Tiberi (a cura di), Saggi di politica economica in onore di Federico Caffè, vol. I, Franco Angeli, Milano.
- 1991 - "Introduzione", in Rey G.M. (a cura di), Una sintesi delle fonti ufficiali 1890-1970, I conti economici dell'Italia, Collana storica della Banca d'Italia - Statistica, vol. I, Roma;
- 1992 - "Introduzione", in Rey G.M. (a cura di), Una stima del valore aggiunto per il 1911, I conti economici dell'Italia, Collana storica Banca d'Italia, Statistica, vol.II, Laterza, Bari;
- 1992 - "I mutamenti della struttura economica: fattori produttivi, distribuzione del reddito, domanda", in L'Italia verso il 2000. Le istituzioni, la società, l'economia, Studi e Ricerche SIPI, Roma;
- 1992 - "I servizi per le imprese in Italia: caratteri e dimensioni", in I servizi per le imprese in Italia, Maggioli, Rimini;
- 1992 - con N. Acocella e M. Tiberi (a cura di), Saggi di politica economica in onore di Federico Caffè, vol. II, Franco Angeli, Milano;
- 1993 - "Relazione introduttiva", in Economia e criminalità, Camera dei Deputati, Roma;
- 1993 - "Analisi economica ed evidenza empirica dell'attività illegale in Italia", in Zamagni S. (ed.), Mercati illegali e mafie: l'economia del crimine organizzato, Il Mulino, Bologna;
- 1993 - "Introduzione", in Rey G.M., Romagnoli G.C.  (a cura di), In difesa del Welfare State, Franco Angeli, Milano;
- 1993 - "Economia della criminalità", in Economia e istituzioni, Annali S.S.P.A., Roma;
- 1994 - con A. Becchi, L'economia criminale - Laterza Editore, Bari;
- 1994 - con G. Corsetti, "Le privatizzazioni", in F. Pizzuti (a cura di), L'economia italiana dagli anni '70 agli anni '90, McGraw Hill libri Italia, Milano;
- 1994 - "Dossier mafia per le scuole", Quaderni di documentazione, Camera dei Deputati, Roma;
- 1994 - "Le sfide della statistica pubblica", in La produzione di statistiche ufficiali, Cleup, Padova;
- 1994 - "Un economista al servizio dell'uomo", in AA.VV., L'economia al servizio dell'uomo.Valori ed efficienza, Il Mulino, Bologna;
- 1995 - "Introduzione: qual è l'obiettivo della Banca d'Italia? Dibattito tra un professore e la Banca d'Italia", in P. Peluffo P., Rey G.M. (a cura di), Dialogo tra Professore e la Banca d'Italia, Vallecchi, Firenze;
- 1995 - "A ciascuno il suo", Queste Istituzioni, anno XXII, n. 100.
- 1995 - "Non capisco...", in Tarantelli E., La forza delle idee: scritti di economia e politica di E. Tarantelli, Laterza, Bari.
- 1995 - "Il frutto proibito dell'economia italiana", in Tre lauree honoris causa, Università degli Studi di Padova, Servizi Grafici Editoriali, Padova;
- 1995 - "Introduzione", in Aa.Vv., La qualità dell'informazione statistica ed il controllo di qualità industriale, Atti della Giornata di studio in ricordo di P. Luzzatto Fegiz, Istat, Roma;
- 1996 - "Sistemi informativi e indicatori di efficacia, di efficienza e di qualità", Rivista Trimestrale di Scienza dell'Amministrazione, n. 2.
- 1998 - "L'informazione quantitativa: una risorsa strategica ignorata dalle amministrazioni pubbliche", Rivista italiana di economia, demografia e statistica, n. 3.
- 1998 - "L'economia italiana negli anni di Menichella, in Stabilità e sviluppo negli anni Cinquanta. Problemi strutturali e politiche pubbliche", n. 2, Banca d'Italia, Roma.
- 1999 -  con N. Acocella e M. Tiberi (a cura di), Saggi di politica economica in onore di Federico Caffè, vol. III, Franco Angeli, Milano.
- 1999 - "L'innovazione tecnologica come guida al cambiamento nelle amministrazioni pubbliche", Review of Economic Conditions in Italy, n.2.
- 1999 - "Informazione e politiche pubbliche", in N. Acocella, G.M. Rey e M. Tiberi (a cura di), Saggi di politica economica in onore di Federico Caffè, vol. III, Franco Angeli, Milano.
- 2000 - "Informazione ed informatica per una nuova organizzazione economica", in Autorità indipendenti al bivio: proposte e indicazioni di intervento normativo, Camera dei Deputati, Roma.
- 2000 - Internet e la Pubblica Amministrazione, in Economia e diritto del terziario, n. 2.
- 2000 - "Introduzione", in Rey G.M. (a cura di), Il valore aggiunto per gli anni 1891, 1911, 1938, 1951. I conti economici dell'Italia, Collana storica della Banca d'Italia, - Statistica, vol. III/2, Laterza, Bari.
- 2000 - con C. Leporelli, "Informazione e concorrenza nel mercato delle tecnologie dell'informazione", in Lipari N e Musu I, (a cura di), La concorrenza tra economia e diritto, Laterza, Milano.
- 2001 - "Introduzione:l'attualità del pensiero di Federico Caffè", in Corsetti G, Rey G.M., Romagnoli G.C. (a cura di), Il futuro delle relazioni economiche internazionali. Saggi in onore di Federico Caffè, Franco Angeli, Milano;
- 2001 - "Federico Caffè: profilo di un Maestro", in Corsetti G, Rey G.M., Romagnoli G.C. (a cura di), Il futuro delle relazioni economiche internazionali. Saggi in onore di Federico Caffè, Franco Angeli, Milano;
- 2001 - "Commistioni tra economia criminale ed economia legale", Economia italiana, n. 1;
- 2002 - "Novità e conferme nell'analisi dello sviluppo economico italiano", in Rey G.M. (a cura di), Il conto risorse e impieghi 1891, 1911, 1938, 1951. I conti economici dell'Italia, Collana storica della Banca d'Italia, Statistica, vol III/1, Laterza, Bari.
- 2003 - "La controversia sull'economia sommersa", Economia italiana, n.1;
- 2003 - Il paradosso dell'economia italiana, Aracne, Roma;
- 2003 - "Nuove stime di contabilità nazionale (1891-1911): primi risultati", Rivista di storia economica, n. 3;
- 2004 - "Gli studi di economia applicata e l'affermazione dell'econometria", in Garofalo G., Graziani A. (a cura di), La formazione degli economisti in Italia, Il Mulino, Bologna.
- 2004 - "Recenti indagini sullo sviluppo economico italiano", in Bini P., Mazziotta C. (a cura di), Sviluppo economico ed istituzioni,: la prospettiva storica e l'attualità, Franco Angeli, Milano.
- 2004 - "Politica economica e intervento pubblico a livello locale", Scienze regionali, n.3;
- 2004 con P. Ciocca, "Per la crescita dell'economia italiana", Economia italiana, n. 2;
- 2005 - "Politica economica e decentramento istituzionale", Economia italiana, n. 2;
- 2007 - "Il frutto illegittimo dell'economia italiana: un confronto Nord-Sud", Questions&Answers, n.1;
- 2007 - "Un'occasione di riflessione", in Garofalo G. (a cura di), Capitalismo distrettuale, localismi d'impresa, globalizzazione, Firenze University Press, Firenze;
- 2008 - con C. Gnesutta e G.C. Romagnoli,"L'Italia non deve rinunciare alla crescita" in Gnesutta C., Rey G.M., Romagnoli G.C. (a cura di), Capitale industriale e capitale finanziario nell'economia globale, Saggi per Fausto Vicarelli, Il Mulino, Bologna;
- 2009 - "È la contabilità nazionale strumento utile agli storici economici?", Rivista di storia economica, n. 3;
- 2010 - con M. Frey e A. Pitzalis, "Le tecnologie ICTnel sistema sanitario regionale toscano", in Frey M., Meneguzzo M., Fiorani G. (a cura di), La sanità come volano dello sviluppo economico, Edizioni ETS, Pisa;
- 2010 - con S. Clementi, "eGovernment Initiatives in Italy", in Viscusi G., Batini C., Mecella G. (a cura di), Information Systems for eGovernment: a Quality-of-Service Perspective, Springer, Berlin;
- 2011 - "Il cammino dell'economia italiana 1979-2009", BarbatoM. (a cura di), Il cammino dell'economia italiana, Quaderni di economia italiana, Roma;
- 2011 - "The consumer and the underground economy: an experiment", in Busato F., Chiarini B. (a cura di), Macroeconomic implications of the underground economy and tax evasion, Carocci, Roma;
- 2011 - con F. Sallusti, "A scheme to detect inter-firm relationships that characterize the underground economy", in Busato F., Chiarini B. (a cura di), Macroeconomic implications of the underground economy and tax evasion, Carocci, Roma;
- 2011 - "Information and Communication Technology come condizione di sviluppo e driver abilitante della Service Science", in Cinquini L. Di Minin A., Varaldo R. (a cura di), Nuovi modelli di business e creazione di valore: la Scienza dei Servizi, Springer, Milano;
- 2011 - con R. varaldo, "Crescita economica, internazionalizzazione e rinnovamento imprenditoriale in Italia", Economia italiana, n.3;
- 2012 - "Once upon a time...A reflection on the relationships between industry and services", Economia Internazionale, n.1;
- 2012 - con F. Busato e B. Chiarini, "Equilibrium implications of fiscal policy with tax evasion: a long run perspective", International Review of Law and Economics, 32 (2);
- 2012 - con R. Basalisco, "Enhancing the Networked Enterprise for SME: a Service Platform-Oriented Industrial policy", in Anastasi G., Bellini E., Di Nitto E., Ghezzi C., Tanca L., Zimeo E. (a cura di), Methodologies and Technologies for Networked Enterprises, ArtDeco, Springer-Verlag, Berlin;
- 2012 - con R. Basalisco, "Industrial Policy for SME's Renewal: the Opportunity of Services Platforms", in Calcagnini G., Favaretto I. (a cura di), Small Business in the Aftermath of the Crisis, Springer-Verlag, Berlin;
- 2014 - "Molto rumore per nulla: la politica economica in Italia (1980-2012)", in Fondazione Antonio Gramsci (a cura di), L'Italia contemporanea dagli anni ottanta ad oggi, parte I, Carocci, Roma;
- 2016-  "Simulazione di un dialogo tra il maestro e l'allievo", in Rey G.M., Romagnoli G.C. (a cura di), Federico Caffè a cento anni dalla nascita, Franco Angeli, Milano;
- 2017 - "Introduzione", in Rey G.M. (a cura di),La Mafia come impresa - Franco Angeli, Milano;
- 2018 - "Si è persa l'Europa", in Romagnoli G.C. (a cura di), L'economia liberale. Saggi per Francesco Forte, Franco Angeli, Milano;
- 2018 - "Interazioni fra economia criminale ed economia legale", Argomenti, n.10;
- 2019 - "Luci ed ombre sull'evoluzione dell'Unione Economica e Monetaria", in Romagnoli G.C. (a cura di), Le frontiere della politica economica, Franco Angeli, Milano;
- 2021 - "Una riflessione sui conti nazionali e le nuove tecnologie", in Marcucci E., Magazzino C. (a cura di), Intorno alla politica economica. Saggi per Gian Cesare Romagnoli, Franco Angeli, Milano.